# Amphiporus typicus
Amphiporus typicus är en djurart som tillhör fylumet slemmaskar, och som först beskrevs av Diesing 1862.  Amphiporus typicus ingår i släktet Amphiporus och familjen Amphiporidae. Inga underarter finns listade i Catalogue of Life.